# Hylaeus triangulum
Hylaeus triangulum là một loài Hymenoptera trong họ Colletidae. Loài này được Fabricius mô tả khoa học năm 1793.